# شهرستان یوستینسکی
شهرستان یوستینسکی (به لاتین: Yustinsky District) یک شهرستان در روسیه است که در قالمیقستان واقع شده‌است.